# Львівське (пиво)
«Львівське» — одна з найстарших марок українського пива, що випускається з 1715 року Львівською броварнею (зараз — PJSC Carlsberg Ukraine, що входить до складу пивоварної групи Carlsberg Group).

## Історія

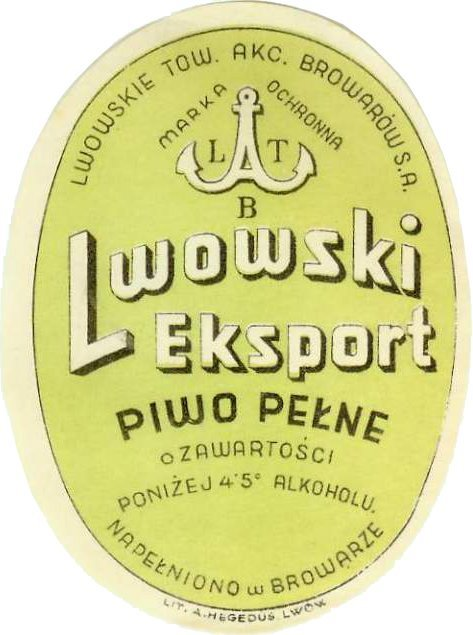
Lwowski Eksport, 1921

Львівське 1715

Перша промислова пивоварня на території України з'явилася у Львові в 1715 році, після того, як польський граф Станіслав Потоцький видав ченцям-єзуїтам дозвіл на будівництво пивоварні в Краківському передмісті Львова. З цього моменту і бере свій початок історія пива «Львівське».
Ченці-пивовари значно випереджали цехових майстрів у мистецтві пивоваріння, тому пиво, що випускається на заснованій ними пивоварні, споконвічно відрізнялося високою якістю та відмінним смаком. Для його виготовлення використовували воду з місцевих артезіанських свердловин, високоякісний хміль і ячмінний солод вищого ґатунку.
Технологія виробництва на той час була досконалою — навіть після тривалого транспортування пиво зберігало свою якість і смак, що в ті часи було рідкістю. Пиво Львівської пивоварні швидко стало популярним не тільки на території України, але й у всій Європі, а сама пивоварня стала одним з наймогутніших пивоварних підприємств Австро-угорської імперії.
Після позбавлення Ордена єзуїтів всіх його прав і привілеїв Львівська пивоварня стала власністю Львівського акціонерного товариства пивоварів. Нові власники зберегли найкраще в рецептурі пива і вдосконалили її відповідно до новітніх технологій. Львівське пиво випускалося в скляних пляшках і було відомо в Європі також як Bawar, Porter Imperial, Eksportowe.
За часів Радянського Союзу Львівська пивоварня перейшла у власність держави і була перейменована у ВАТ «Колосся». Тоді ж пиво «Львівське» одержало офіційну назву та статус торговельної марки. «Львівське» зберегло свою еталонну якість і стало найкращим пивом у Радянському Союзі.
Після розпаду Радянського Союзу Львівська пивоварня повернула собі первісну назву і в 1999 році ввійшла до складу однієї з найбільших пивоварних компаній Baltic Beverages Holding (нині — Carlsberg Group).

## Сьогодення

один з варіантів логотипу

«Львівське» є призером численних дегустаційних конкурсів, обсяги його виробництва й експорту зростають з кожним роком, так само як і його популярність[ненейтрально].
«Львівське» є спонсором багатьох заходів, фестивалів та кінопрем'єр, серед яких були музичні фестивалі гурту «ОЕ», футбольний чемпіонат «Євро-2012», музичний конкурс «Євробачення 2017», українсько-американський художній фільм «Захар Беркут» (2019 рік).
Із січня 2021 року бренд «Львівське» став новим Національним спонсором збірної України з футболу. Відповідна угода про співпрацю протягом наступних 4 років була підписана з Українською асоціацією футболу.

## Сорти
Пиво «Львівське» представлено такими сортами:
- «Львівське 1715» — світле пиво, зварене за класичним рецептом, вміст алкоголю — 4,7 %.
- «Львівське Eksportowe» — світле пиво з приємною хмелевою гірчинкою та фруктово-пряний післясмак із солодкуватим відтінком, вміст алкоголю — 5,5 %.
- «Львівське Білий Лев» — світле пиво, вміст алкоголю — 4,7%.
- «Львівське Веселий Батяр» — світле нефільтроване пиво, вміст алкоголю — 3,8%.
- «Львівське Дункель» — темне пиво з яскраво вираженим карамельним смаком, вміст алкоголю — 4,7 %.
- «Львівське Лев Біле Пшеничне» — світле пшеничне пиво, вміст алкоголю — 5%.
- «Львівське Лев Темне» — темне пиво, з приємною хмельовою гіркотою з легким солодкуватим присмаком,  вміст алкоголю — 4,7 %.
- «Львівське Портер» — темне пиво з вишуканим винним присмаком, вміст алкоголю — 8 %
- «Львівське Різдвяне» — темне пиво з карамельно — пряним ароматом і ноткою різдвяних спецій, вміст алкоголю — 4,4 %.
- «Львівське Світле» — легке світле пиво, вміст алкоголю — 4,3 %.

Раніше також виробляли такі сорти: 
- «Львівське Slodowe» – світле солодове пиво, вміст алкоголю – 4,4%.
- «Львівське Великоднє» — спеціальне світле пиво з легким присмаком меду, вміст алкоголю – 4,4%.
- «Львівське Живе» — світле непастеризоване пиво, вміст алкоголю — 4,8 %
- «Львівське Золотий Лев».
- «Львівське Кнайпа» — світле пиво з обмеженим терміном придатності в 90 діб, вміст алкоголю – 4,6%.
- «Львівське Легенда» — напівтемне пиво[8].
- «Львівське Міцне» — міцне світле пиво, вміст алкоголю — 7 %.
- «Львівське Преміум» — світле пиво з гірчинкою, вміст алкоголю — 4,5 %[9].
- «Львівське Галицьке» — світле пиво.